# Topografie minieră
Topografia minieră este o ramură a topografiei care are drept scop determinarea poziției relative a unor puncte sub suprafața Pământului, prin determinarea directă sau indirectă a distanțelor, direcțiilor și cotelor. Topografia minieră este o parte însemnată a mineritului, care implică colectarea datelor cu privire la resursele minerale dintr-o zonă determinată. Datele colectate permit luarea unor decizii corecte cu privire la operațiile miniere.
Topografii minieri își continuă activitatea și in timpul exploatărilor miniere, efectate subteran.